# Австрія на зимових Олімпійських іграх 1988
Австрія на зимових Олімпійських іграх 1988 була представлена 81  спортсменами в 10 видах спорту.

## Медалісти
| Медаль | Спортсмен                                         | Вид                 | Дисципліна         |
| ------ | ------------------------------------------------- | ------------------- | ------------------ |
| Золото | Губерт Штрольц                                    | гірськолижний спорт | комбінація         |
| Золото | Аніта Вахтер                                      | гірськолижний спорт | комбінація         |
| Золото | Зіґрід Вольф                                      | гірськолижний спорт | супергігант        |
| Срібло | Бернгард Гштрайн                                  | гірськолижний спорт | комбінація         |
| Срібло | Губерт Штрольц                                    | гірськолижний спорт | гігантський слалом |
| Срібло | Гельмут Маєр                                      | гірськолижний спорт | супергігант        |
| Срібло | Клаус Зульценбахер                                | лижне двоборство    | особисті           |
| Срібло | Міхаель Гадшіфф                                   | ковзанярський спорт | 10000 м            |
| Бронза | Гансйорг Ашенвальд Гюнтер Ксар Клаус Зульценбахер | лижне двоборство    | командні           |
| Бронза | Міхаель Гадшіфф                                   | ковзанярський спорт | 1500 м             |